# Viktor Kästner

Viktor Kästner (numele său complet fiind Josef Viktor Kästner), (n. 1 ianuarie 1826, Kerz, Marele Principat al Transilvaniei azi Cârța, județul Sibiu, România - d. 29 august 1857, Sibiu) a fost un poet sas care a scris în dialectul săsesc.
Viktor Kästner a fost fiul preotului Daniel Kästner (1790-1867) și a soției sale, Josefine Elisabeth, născută Heinrich (1801-1872). A fost al treilea din cei 6 copii ai familiei, născut la 30 decembrie 1826, în Cârța.
Copilăria și tinerețea le-a petrecut în casa parohială din Cârța. În anii 1845 - 1847 a studiat dreptul la facultatea de drept din Sibiu. A lucrat întâi la Orăștie, dar s-a stabilit apoi la Sibiu, unde și-a întemeiat o familie. În 1854, Viktor Kästner s-a căsătorit cu Pauline Simonis, fiica preotului din Petrești, Alba, cu care a avut doi copii.
În timpul Revoluției din 1848/49, Kästner a făcut parte din Garda Națională Săsească, dar a fost deziluzionat de situația postrevoluționară, fapt pe care l-a exprimat în mai multe articole în ziarele vremii.
Primele poezii săsești ale lui Kästner, rânduite de tatăl său, au apărut în 1862 la Sibiu, în editura Steinhäußer sub titlul Gedichte in siebenbürgisch-sächsischer Mundart nebst freier metrischer Übersetzung in das Hochdeutsche von Viktor Kästner (Poezii în dialectul săsesc transilvănean în paralel cu traducerea metrică în germana literară de Viktor Kästner). O nouă ediție a apărut în 1895, cu un cuvânt înainte de Adolf Schullerus, retipărită în 1926. În 1929 Martin Kutschis a publicat o colecție de poezii ale lui Kästner puse pe muzică.
A fost foarte preocupat de dialectul săsesc, motiv pentru care a cules expresii și proverbe săsești, pe care le-a strâns într-un Idiotikon, de unde apoi le-a preluat în multe din poeziile sale.
Prin scrierile sale i-a influențat și lui Karl Gustav Reich aplecarea spre poezia în dialect săsesc.
În vara anului 1857, Viktor Kästner s-a îmbolnăvit de antrax, murind la 29 august, în vârstă de numai 30 de ani.

## Scrieri
- Viktor Kästner: Drå Wängsch : Gedichte in siebenbürgisch-sächsischer Mundart und deutscher Sprache 1846 - 1859, Hrsg. von Friedrich Schuster. Mit zwölf Ill. - Hermannstadt/Sibiu : Honterus-Verl., 2007. - 231 S. : Ill. ISBN 978-973-1725-26-0